# NATO Helicopter Management Agency
Die NATO Helicopter Management Agency (NAHEMA; in der Langform NATO Helicopter Development and Design, Logistic Management Agency) ist eine der NATO als Agentur nachgeordnete Organisation mit Sitz in Aix-en-Provence (Frankreich) und wurde 1992 gegründet. Sie ist das ausführende Organ der NATO Helicopter Management Organisation (NAHEMO).
Die NAHEMA vertritt die Nationen Frankreich, Deutschland, Italien, die Niederlande und Belgien als Auftraggeber für die Entwicklung des NH90-Hubschraubers.